# Andrea Prandstraller
Andrea Prandstraller (Padova, 20 maggio 1959) è un regista e sceneggiatore italiano.

## Biografia
A partire dalla seconda metà degli anni ottanta, dopo la laurea in Storia del cinema al DAMS dell'Università di Bologna, lavora come aiuto regista di Carlo Lizzani, Giovanni Soldati, Augusto Caminito, Franco Brogi Taviani, Francesco Rosi, Emidio Greco, Davide Ferrario ed Enrico Caria.
Parallelamente dirige una serie di documentari per la televisione (Bruno Rizzi - Un profeta dimenticato, 1983, per la rubrica di Rai 2 Micromega), ed esordisce nella fiction cinematografica con India 21, episodio del film collettivo De Generazione (1994), nel quale compare anche in veste di attore (nell'episodio Arrivano i nostri, diretto da Pier Giorgio Bellocchio). Partecipa poi anche ai film collettivi Intolerance e Corti circuiti erotici. Nel 1999 dirige il documentario Capitali coraggiosi - Storie di imprenditori italiani, scritto da Laura Muscardin e candidato nel 2000 al premio Libero Bizzarri.
Nel 2007 vince il Premio Solinas con una sceneggiatura, scritta insieme con Marco Pettenello, dal titolo Nudi alla meta, che diventerà poi un lungometraggio dal titolo Non è mai colpa di nessuno. Collabora di nuovo con Pettenello per il documentario I palladiani (2009), che vince sette premi al festival portoghese di Finisterra-Aarrabida.
Nel 2008 il suo documentario televisivo Vajont, l'immagine dell'orrore (per History Channel) vince il premio miglior documentario agli Sky TV Awards. Nello stesso anno, è finalista nella sezione documentario per il cinema del Premio Solinas con Polvere - Il grande processo dell'amianto. Nel 2011 il film, co-diretto con Niccolò Bruna, vince il Premio Parco Colli Euganei e nel 2012 viene candidato al premio David di Donatello per il miglior documentario, vincendo poi diversi premi in altri festival internazionali. Con Bruna scrive poi Piccole bugie pietose, anch'esso in concorso ai David di Donatello 2015 nella sezione documentari. Nel 2017 il documentario Hui He, un soprano dalla via della seta (sempre co-diretto con Niccolò Bruna) viene presentato alle Giornate degli Autori di Venezia.

## Filmografia

### Lungometraggi
- Non è mai colpa di nessuno (2013)

### Cortometraggi
- India 21, episodio del film De Generazione (1994)
- Giochi di società, episodio del film Intolerance (1996)
- Ultimo metrò, episodio del film Corti circuiti erotici (1999)

### Documentari
- Capitali coraggiosi - Storie di imprenditori italiani (1999)
- Anatomia di un massacro (2005)
- Vajont, l'immagine dell'orrore (2008)
- Treccani e Gentile - Il mecenate e il filosofo (2008)
- I palladiani (2009)
- La risiera di San Sabba – Storia segreta di un lager italiano (2010)
- Polvere - Il grande processo dell'amianto (2011)
- Magicarena (2015)
- Hui He, un soprano dalla via della seta (2017)
- Vajont - Per non dimenticare (2019)